# الغابة السوداء

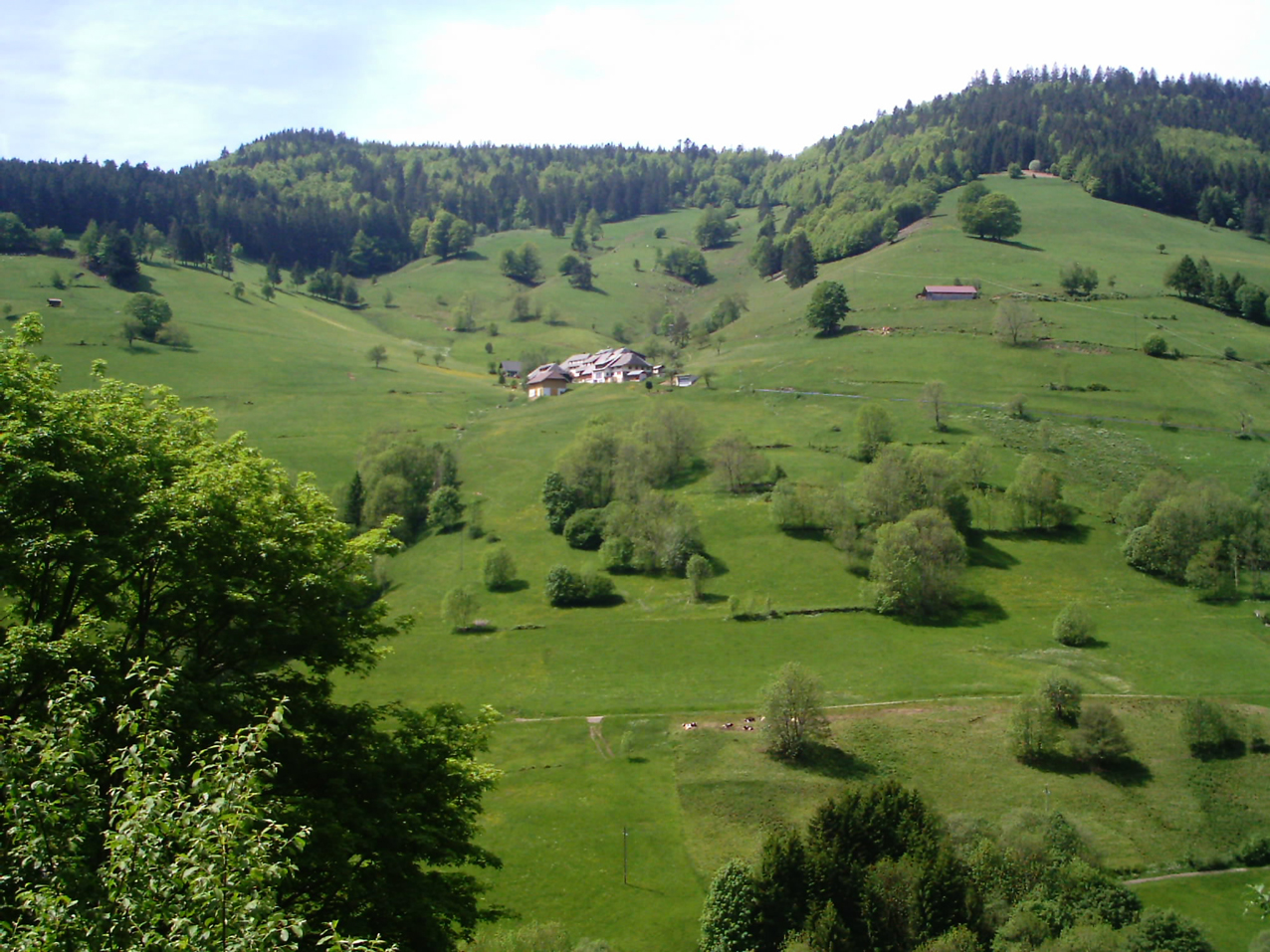
منظر للغابة السوداء

الغابة السوداء (بالألمانية: Schwarzwald) منطقة غابات جبلية في جنوب غرب ألمانيا، تقع في ولاية بادن فورتمبيرغ.
سميت بالسوداء نظراً لغاباتها المهيبة المتشحة بالسواد وخاصة في الليل بسبب كثافة أشجارها الصنوبرية المخضرة طوال السنة.
تمتد الغابة على شكل مستطيل تقريباً، يبلغ امتدادها نحو 200 كم طولاً ونحو 60 كم عرضاً، أي أن مساحتها تقارب 12 ألف كم مربع. يبلغ ارتفاع أعلى قمة جبلية بالغابة السوداء حوالي 1493 مترا وتعرف بقمة فيلدبيرج.
تشتهر المنطقة بينابيعها المعدنية ويقع كثير من المنتجعات الصحية (بما فيها مدينة بادن بادن الشهيرة) بجوار هذه الينابيع. حيث ينبع من هذه المنطقة نهرا بريج وبريجش اللذان يشكلان باتحادهما نهر الدانوب. وتتميز هذه المنطقة بوجود بحيرات وشلالات وجداول مائية ومراعي خضراء واسعة.
تنتج الغابة أخشاباً كثيرة وتغرس أشجارا جديدة مكان تلك التي يتم قطعها، وتقع محاجر الجرانيت في الجزء الجنوبي من الغابة السوداء.
يصنع سكان الغابة السوداء الدمى وساعات الوقواق وأجهزة الراديو والآلات الموسيقية، وقد حافظوا على الكثير من عاداتهم وتقاليدهم القديمة. الغابة السوداء مسرح لكثير من الأساطير والقصص الخرافية الألمانية.

## الجغرافيا
تقعُ أكثر أجزاء الغابة السوداء كثافةً بين أعالي نهر الراين جنوباً وتلال كرايتشغاو شمالاً. ويحدُّ هذه الغابة من الغرب سهل نهر الراين الأعلى، وأما من الشرق فتحدّها سهول غاو وبار وكليتغاوس. وتعتبر الغابة السوداء الجزء الأعلى طوبوغرافياً من تلال جنوب ألمانيا.

## التاريخ
كانت الغابة السوداء معروفة في العصور القديمة باسم "Abnoba mons"، وذلك تيمُّناً بآلهة في الديانية الوثنية الكلتية اسمها أبنوبا. وقد عُرِفَت الغابة أيضاً في الفترة القديمة المتأخرة الرومانية باسم "Marciana Silva" أي «الغابة الحدودية»، وهو مشتقٌّ من اللغة الجرمانية القديمة. ومن الرَّاجح أن الغابة السوداء كانت تُمثِّلُ الحدود الشرقية (الليمس) لأراضي الإمبراطورية الرومانية في جرمانيا، حيثُ عاش الماركومانيون (أو «رجال الحدود» كما يعني اسمهُم). وقد انتمى الماركومونيون بدورهم إلى قبائل السويْبيِّين الجرمانية، والذين انبثقَت منهُم لاحقاً قبيلة الشوابيا. وقد استوطنت الشعوب الجرمانية في هذه الفترة جميعَ أنحاء الغابة السوداء باستثناء مناطقها الحدودية، والتي لم تكُن خاضعةً لسيطرة الرومان بعد، وإنَّما للألامانيين.

## معرض صور

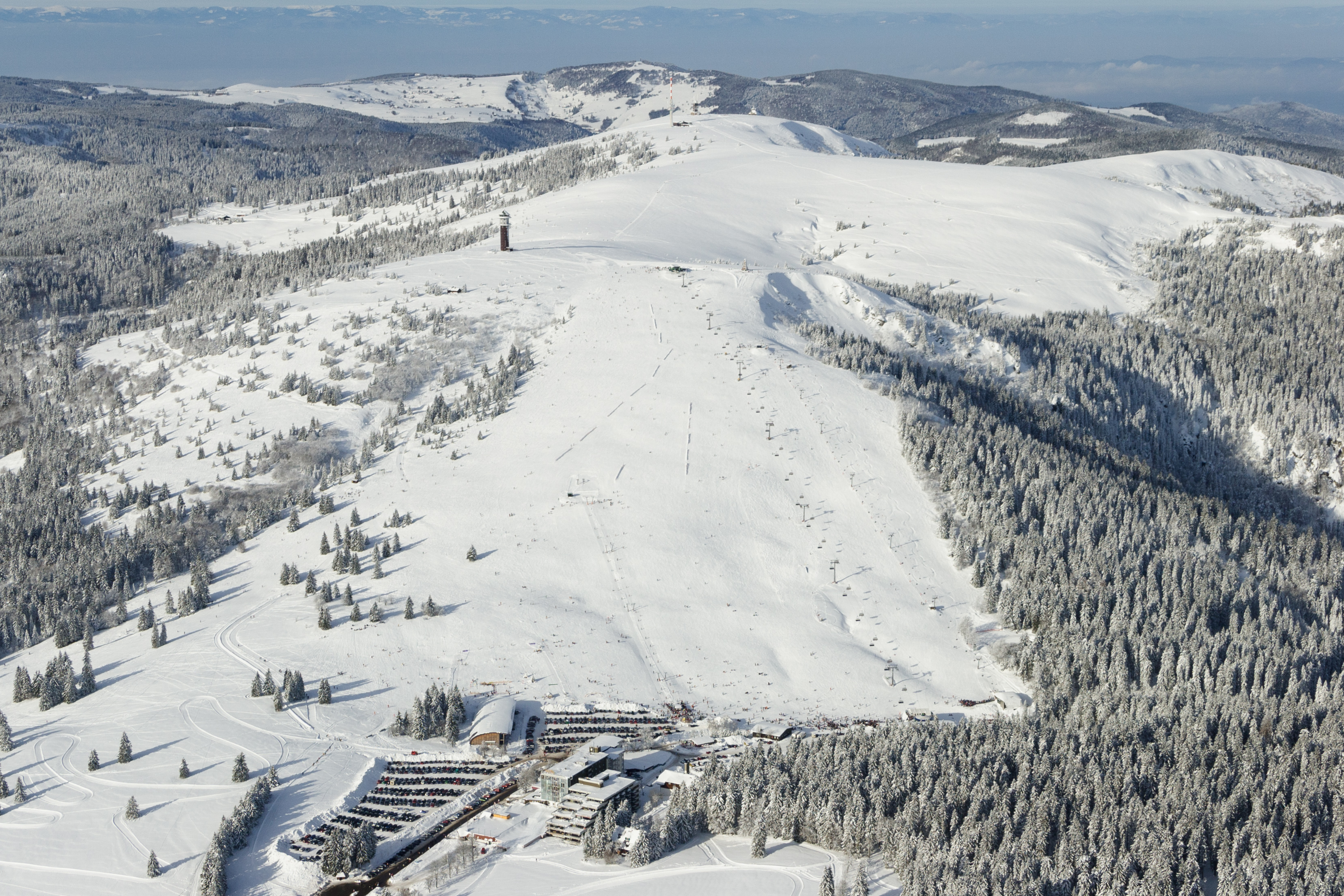
قمة فيلدبيرج
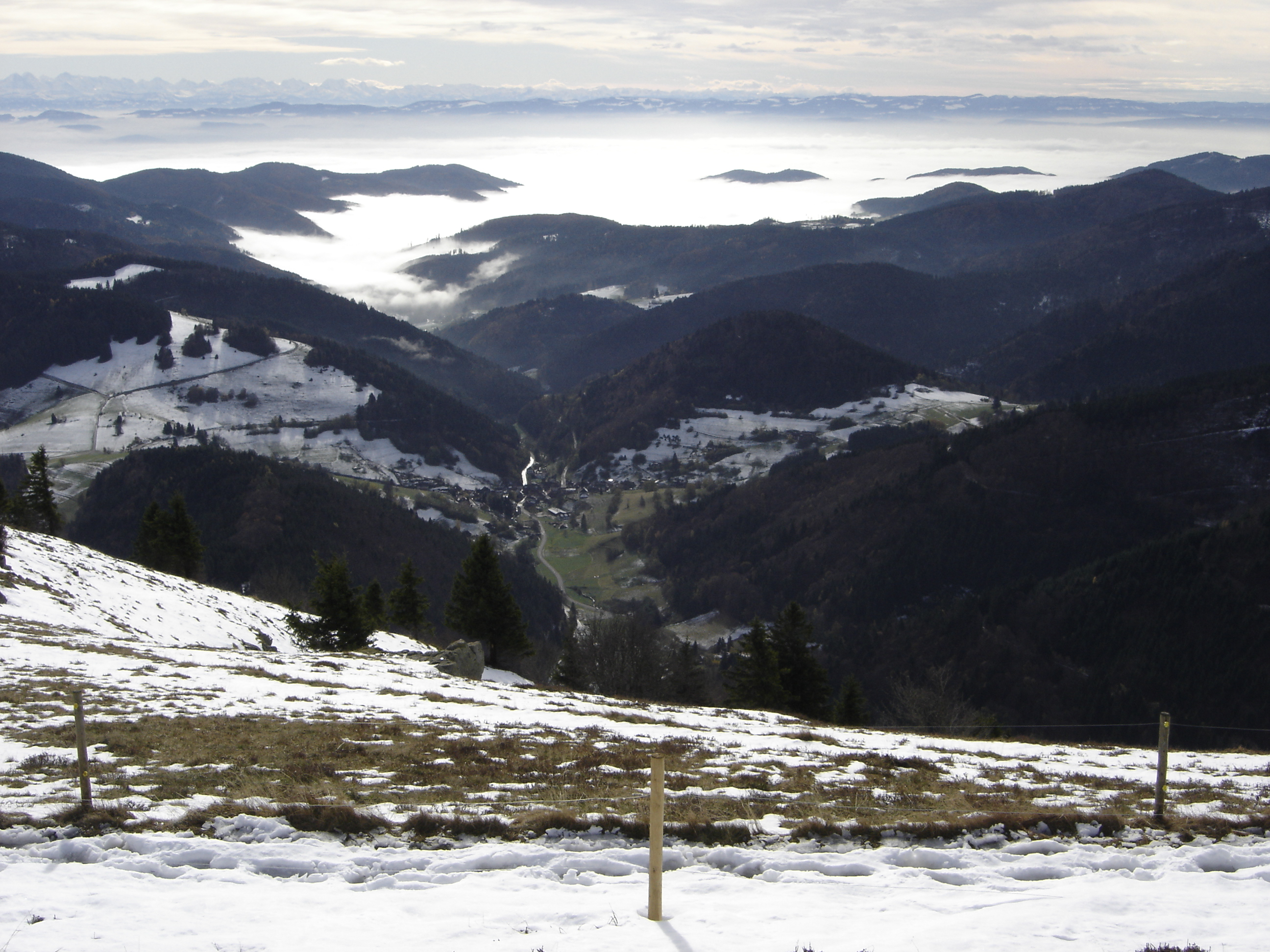
إطلالة من قمة بلشين [الإنجليزية] باتجاه جبال الألب
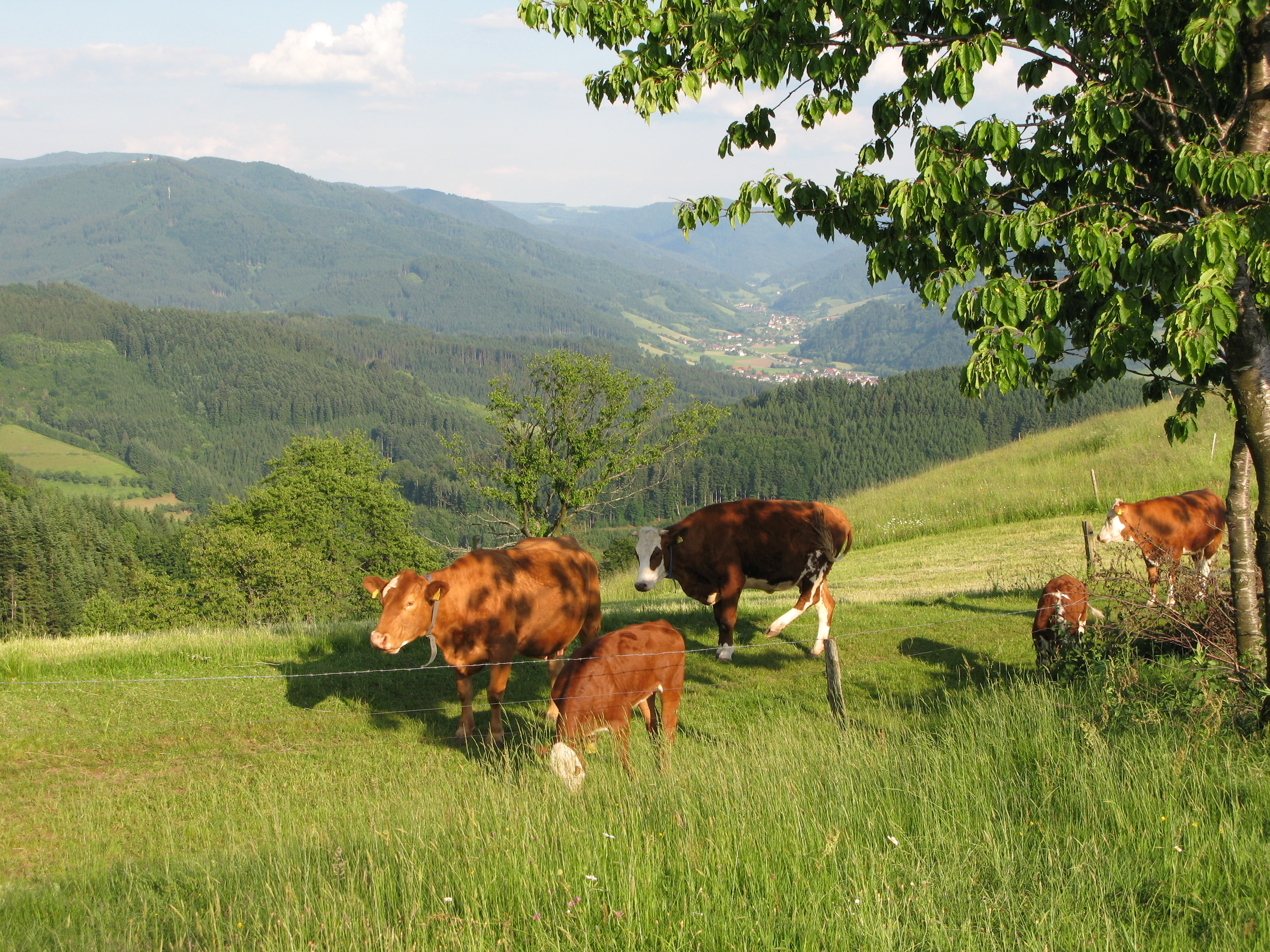
الماشية بالقرب من بلدة سيمزنزفالت [الإنجليزية]
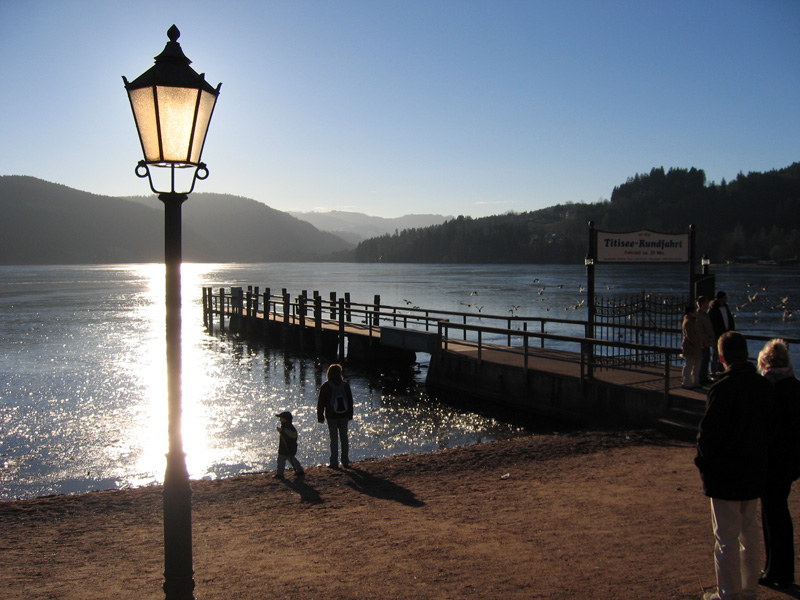
بحيرة تيتيسي [الإنجليزية]
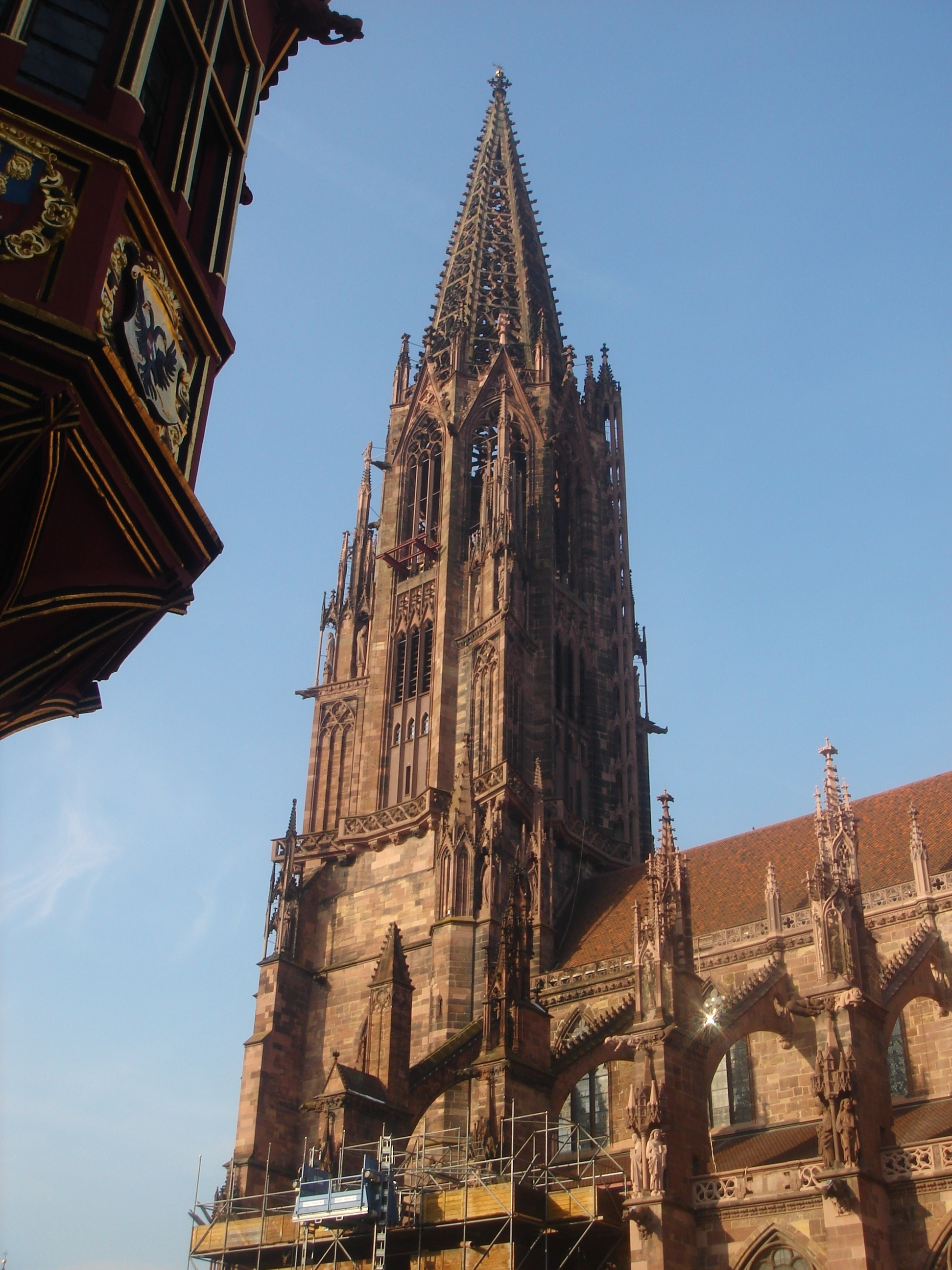
؟ كاتدرائية في مدينة فرايبورغ
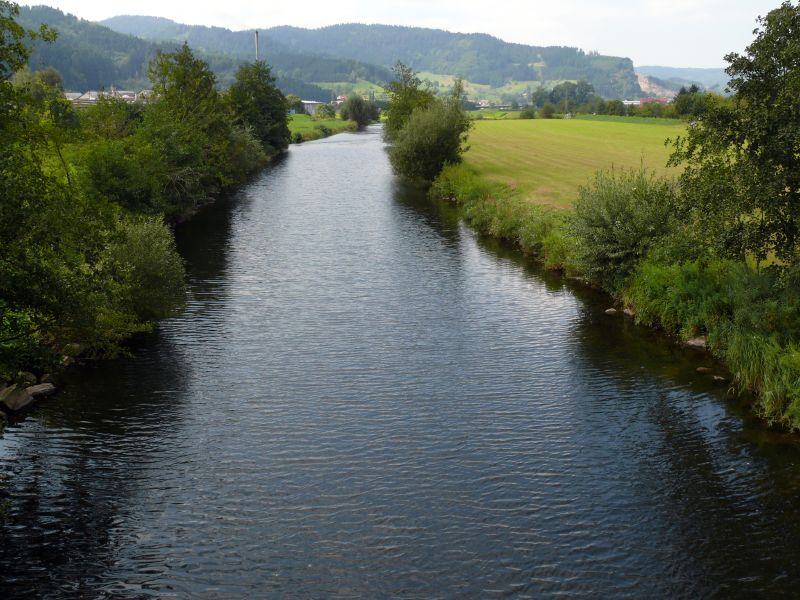
نهر كينزيج [الإنجليزية] يمر في الغابة
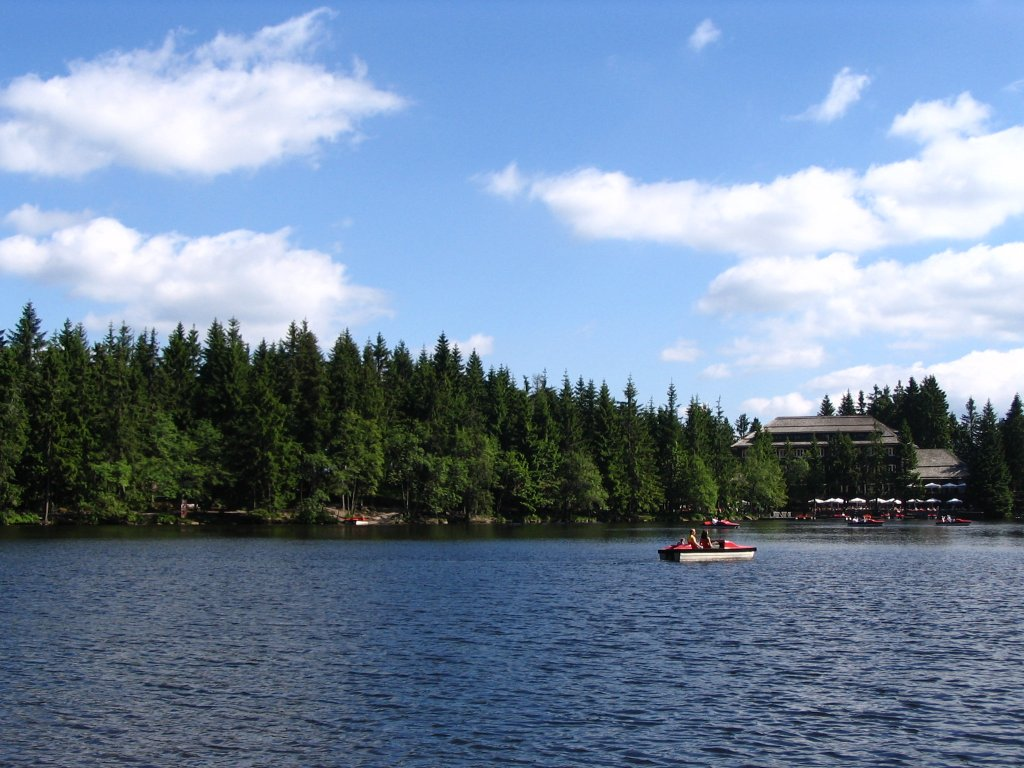
بحيرة موميلسي [الإنجليزية]
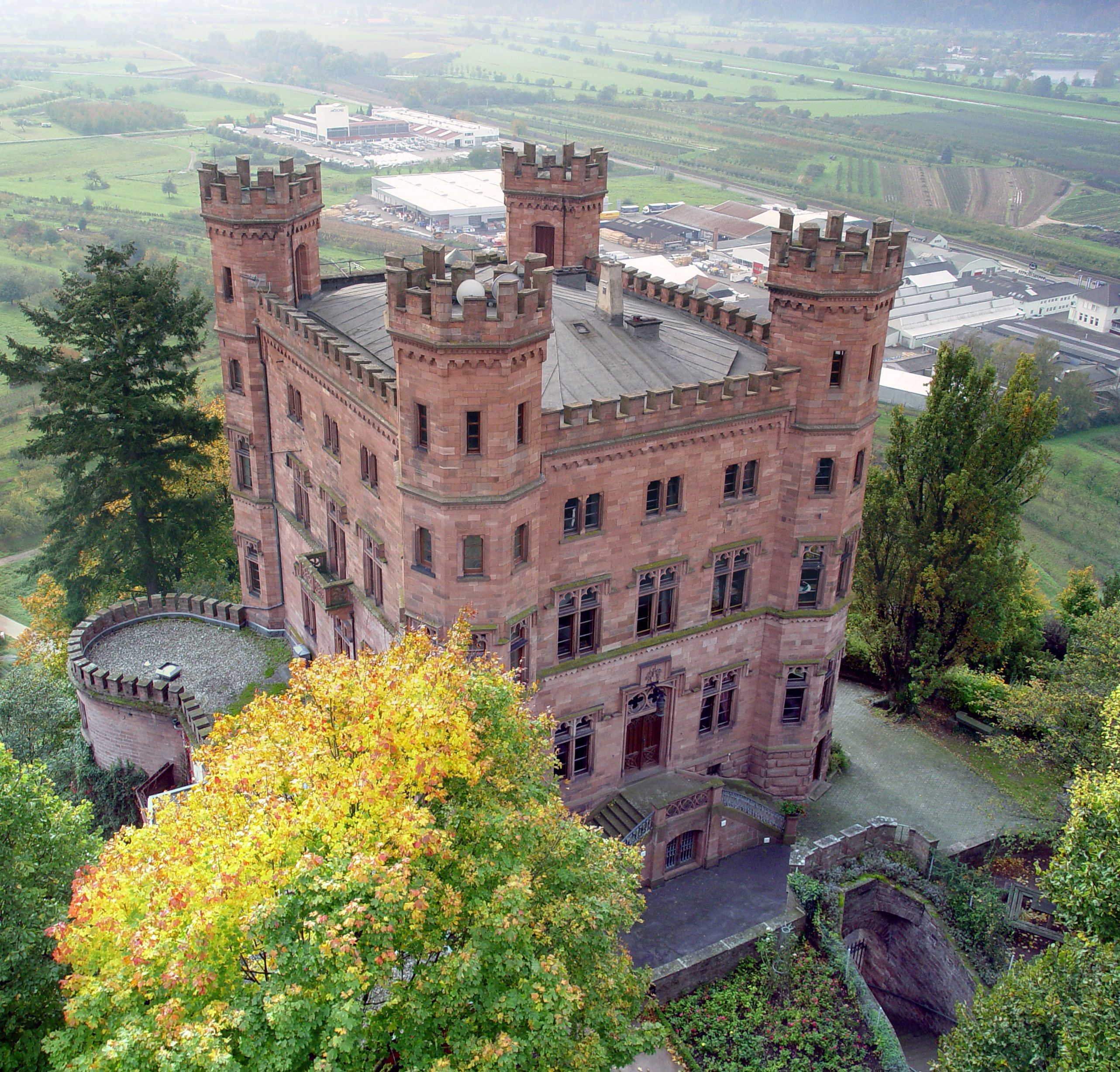
بالقرب من مدينة نيوأوفينبرغ
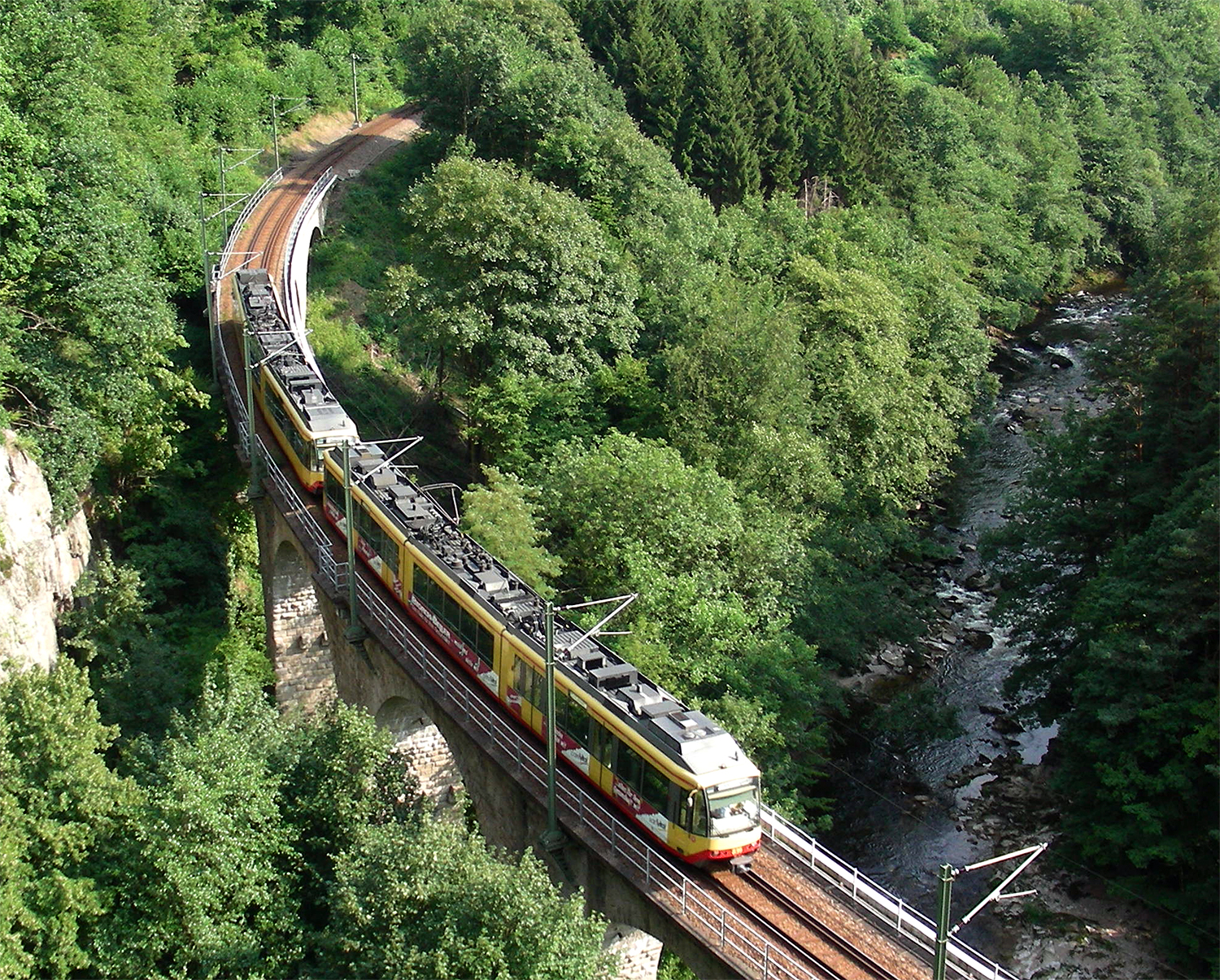
بالقرب من مدينة سكة حديد مورج فالي [الإنجليزية]
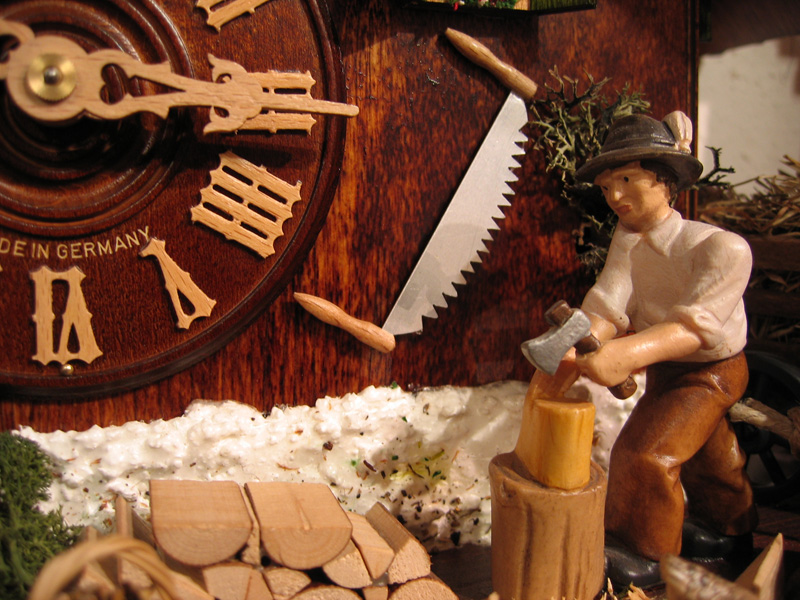
يشتهر سكانها بحرفة تصليح الساعات
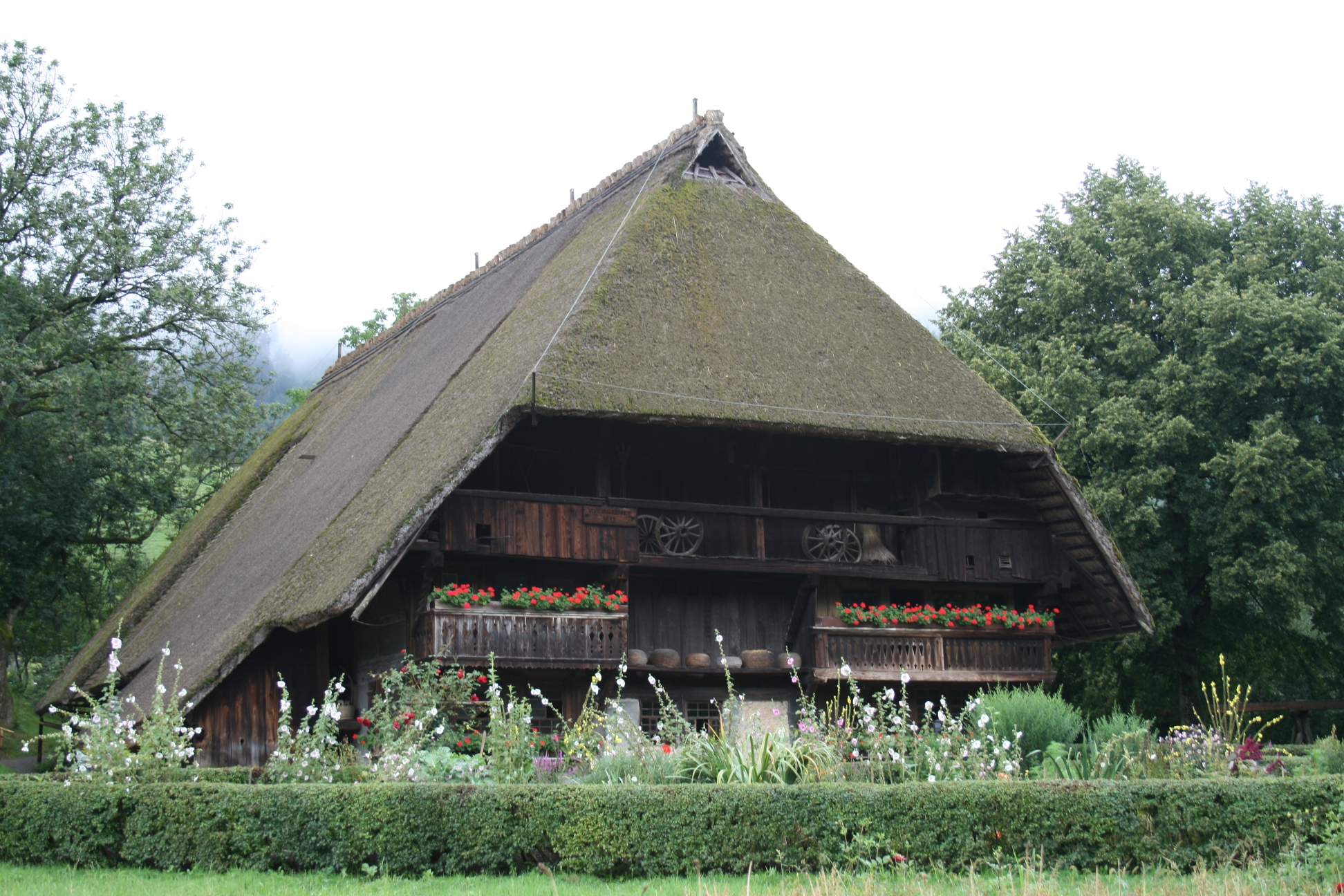
بيت تقليدي في الغابة السوداء
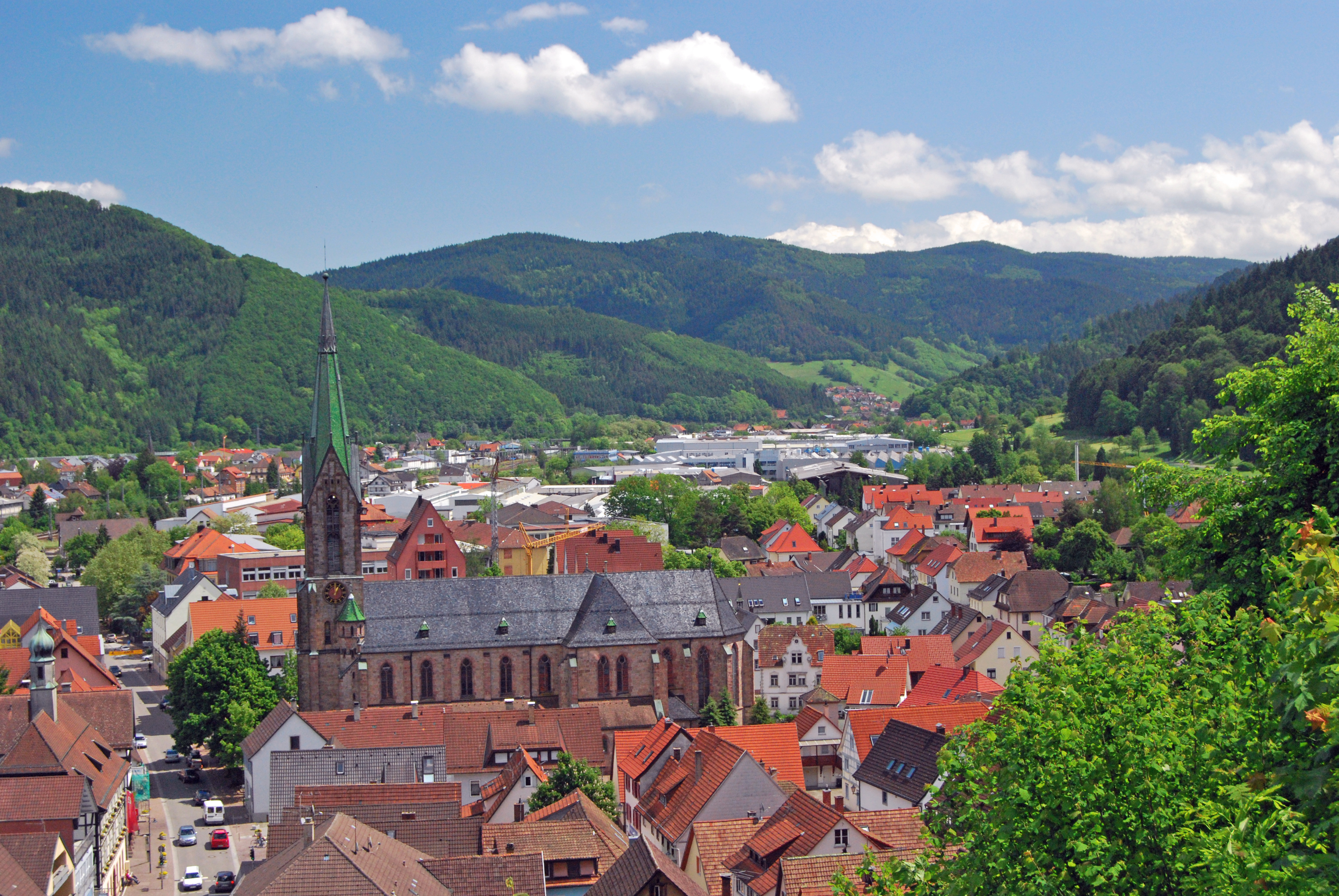
بلدة هاوساخ
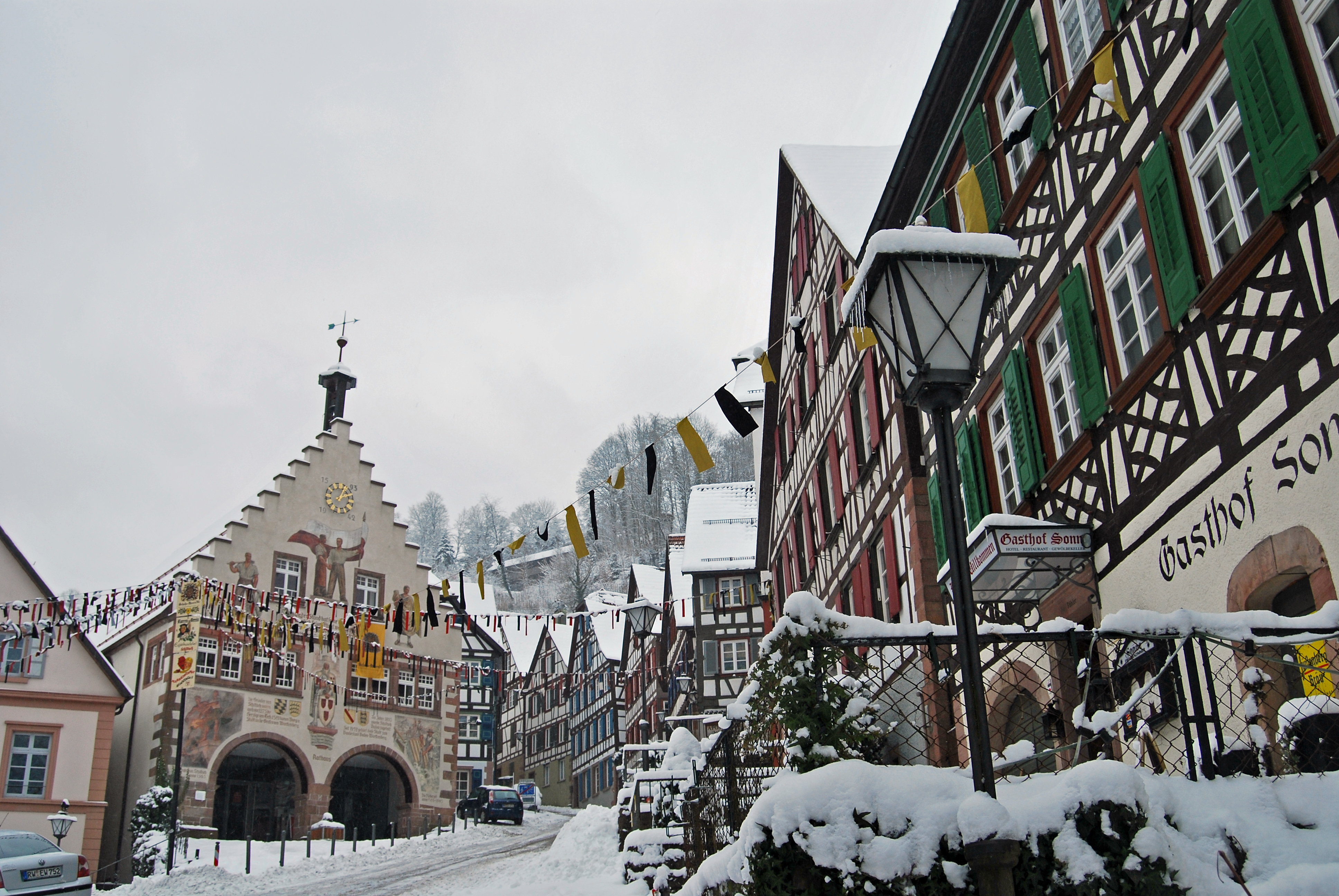
بلدة سشيلتاخ
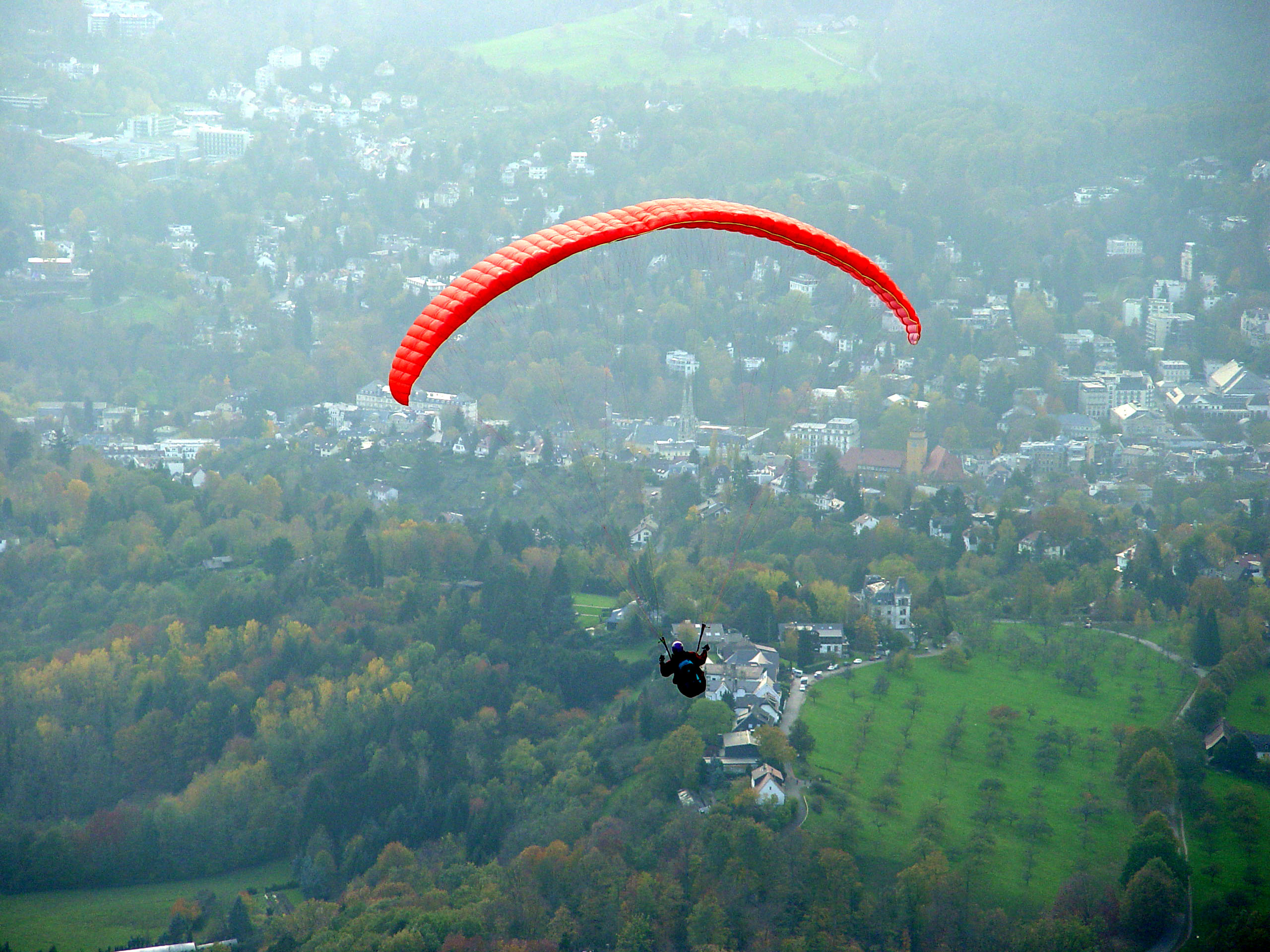
طيران مظلي فوق بلدة بادن بادن

## اقرأ أيضا
- شتوتغارت
- مارباخ
- أولم